# Auriez-vous une dent contre moi ?
Pour plus de détails, voir Fiche technique et Distribution.
Auriez-vous une dent contre moi ? (Nothing But the Tooth) est un court métrage d'animation américain de la série Merrie Melodies mettant en scène Porky Pig, réalisé par Arthur Davis et produit par la Warner Bros. Cartoons, sorti en 1948.